# Дом-музей имени Виктора Клейна
Дом-музей имени Виктора Клейна — музей XIX века в Гёйгёле, Азербайджан.

## История
Дом Виктора Клейна, построенный в конце XIX века, является уникальным домом-музеем, связанным с последним немцем, проживавшим в поселении Гёйгёль.
Виктор Клейн родился 1 сентября 1935 года в Гёйгёльском городе, специализировался в области радиотехники и не создал свою собственную семью. Его дом был построен в 1886 году отцом Виктора, Иосифом Клейном.
В 1941 году, когда началась депортация немцев союзными властями СССР, смешанные семьи не подвергались высылке. Однако, так как отец Виктора был поляком, его семью также не депортировали.
Перед своей смертью Виктор Клейн завещал свой дом посольству Германии в Азербайджане с целью сохранения памяти о немецком населении, проживавшем в Гёйгёле.
Виктор Клейн ушел из жизни 29 марта 2007 года, и его похоронили на немецком кладбище в Гёйгёле. Его дом был преобразован в музей, который служит памятником истории немецкого населения Гёйгёля.
Дом-музей Виктора Клейна стал важным объектом для сохранения культурного наследия немецкой общины в Гёйгёле и привлекает внимание туристов и исследователей, интересующихся историей этого региона.

## Внешние видеофайлы
- Прогулка по городу Гёйгель в Азербайджане — Бывшая немецкая колония Еленендорф